# Ernst Gronau
Ernst Gronau (* 21. August 1887 in Memel, Ostpreußen; † 11. August 1938 in Hörnum, Sylt, Deutschland) war ein deutscher Schauspieler.

## Leben
Gronau hatte in seiner ostpreußischen Heimatstadt Memel das Gymnasium besucht und brach anschließend zu mehrjährigen Hochschulstudien nach Paris auf. Zurück in Deutschland besuchte er die „Reichersche Hochschule für dramatische Kunst“ und nahm überdies Schauspielunterricht bei Rudolph Schildkraut.
Erst mit 23 Jahren stand Gronau erstmals auf der Bühne, anfänglich im Rahmen einer Tournee mit Schildkraut. Sein erstes Festengagement führte ihn im Jahr 1911 an die Münchner Kammerspiele. 1913 ging Gronau nach Berlin, wirkte in den folgenden knapp zwei Jahrzehnten an den unterschiedlichsten Bühnen, zum Beispiel „Staatstheater“, „Theater an der Saarlandstraße“, „Theater am Kurfürstendamm“, „Berliner Theater“ und „Deutsches Theater“, gelegentlich auch als Regisseur an der „Tribüne“. Nach seinem letzten Festengagement 1932 erhielt er keine Bühnenverpflichtungen mehr.
1919 debütierte Gronau beim Film, im darauffolgenden Jahr erhielt er eine der beiden männlichen Hauptrollen in Robert Wienes Drama Genuine. Doch recht bald musste er sich mit Nebenrollen begnügen, im Tonfilm schrumpften seine Aufgaben auf Chargenformat. Seinen letzten Auftritt vor der Kamera absolvierte er im Mai 1937: In dem Kurzfilm Der Musikant von Dornburg spielte Gronau die Titelfigur – es sollte seine einzige Tonfilmhauptrolle bleiben.
Gronau starb im Sommer 1938 auf Sylt an einem Herzschlag. In einem kleinen Nachruf hieß es: „Er war ein interessanter Künstler – ein Meister der Episode.“

## Filmografie
- 1919: Die Prostitution (2 Teile)
- 1919: Tötet nicht mehr!
- 1920: Genuine
- 1920: Die Kwannon von Okadera
- 1921: Die Geliebte Roswolskys
- 1921: Fräulein Julie
- 1921: Der Friedhof der Lebenden
- 1921: Der Fluch des Schweigens
- 1922: Der Strom
- 1922: Sodoms Ende
- 1922: Das Spiel mit dem Weibe
- 1923: Und dennoch kam das Glück
- 1923: Der Mensch am Wege
- 1923: Tragödie der Liebe
- 1924: Die Liebesbriefe der Baronin von S…
- 1925: Zur Chronik von Grieshuus
- 1925: Ein Sommernachtstraum
- 1926: Die selige Exzellenz
- 1927: Prinz Louis Ferdinand
- 1930: Väter und Söhne
- 1933: Ich kenn’ Dich nicht und liebe Dich
- 1934: Ich für Dich – Du für mich
- 1935: Hundert Tage
- 1936: Annemarie
- 1937: Der Musikant von Dornburg (Kurzfilm)